# Scott Tenorman Must Die
«Scott Tenorman Must Die» («Scott Tenorman debe morir» en Hispanoamérica, «Scott Tenorman debe estar muerto» en España) es el cuarto episodio de la quinta temporada de South Park.

## Argumento
Todo comienza cuando Cartman está dando una vuelta en su triciclo, y presume a los chicos diciéndoles que ha madurado, pues ahora tiene pelo púbico que compró a Scott Tenorman, un niño de octavo grado. Stan y Kyle explican a Cartman que el pelo púbico no se compra, sino que crece. Viéndose estafado, Cartman decide devolver el pelo púbico a Scott, pero éste se niega a devolver el dinero.
Después Cartman se disfraza de un cobrador de impuestos pegándose el pelo en la boca como si fuera barba, pero Scott lo descubre y le dice que le devolverá los 10 dólares que pagó por comprar el pelo, pero le juega una ingeniosa trampa y Scott se queda con todo el dinero de Cartman. Este después vuelve a ir a casa de Scott diciendo que Courtney Love está en su
casa desnuda y ebria. Scott de nuevo engaña a Cartman diciéndole que en California hay una feria de pelo púbico en donde éste vale mucho, el incrédulo Cartman se los queda y viaja a la feria de pelos burlándose de Scott, al descubrir el engaño se regresa caminando todo el trayecto (100 km) a South Park. Al llegar Cartman le dice a Scott que su abuela está internada en el
hospital y que si no pagan 16 dólares la desconectarán pero la mentira le sale mal y Scott quema los 16 dólares de Cartman. 
Después Cartman reúne a todos los niños para planear una venganza contra Scott diciendo que habrá que entrenar a un poni para que le arranque el pene (parodiando a Hannibal) haciendo que Scott se vea ridiculizado y que sufra. Kyle le dice ¿por qué ayudarlo? y Cartman da un 
discurso en un segundo. Todos se habían ido menos Timmy que después se retira cuando Cartman le habla sobre la guerra. Después Cartman arma un espantapájaros con la forma de Scott y con una salchicha emulando su pene y entrena al poni del señor Denkins, luego Jimbo y Ned le preguntan por qué lo dejó entrenar al poni para arrancar penes (cuando el poni solo lame la salchicha). Jimbo le dice que para vengarse de alguien hay que pensar como un cazador y lo ayudan a buscar las debilidades de Scott.
Esa noche Cartman descubre que la debilidad de Scott es poner fin a la banda que le gusta, Radiohead, después Jimbo y Ned se distraen viendo las tetas de la madre de Scott, Ned empieza a masturbarse y el señor Tenorman sale de su casa viendo a Jimbo y Ned espiando a su esposa luego dice ``Sal de ahí o llamaré a la policía´´ y muchos hombres salen corriendo de los arbustos. Cartman le dice a Scott que pasaran una entrevista a Radiohead por MTV en una pantalla gigante del centro. Cuando Scott llega a ver la entrevista los cantantes de Radiohead insultan a Scott (en realidad era la voz de Cartman en cada uno de los cantantes) y cuando se fue Cartman empezó a burlarse pero Scott no se iba a rendir fácilmente y divulgó el video donde Cartman le rogaba como un cerdito para devolverle el dinero anteriormente. Cartman enojado jura que lo matará de una vez por todas.
Cartman reúne a Stan y Kyle para que lo ayuden en su nuevo plan que Radiohead conozca a Scott en persona y que el poni le arranque el pene frente a la banda lo que Kyle le dice que es un idiota, Cartman decide entrenar al poni y traer a Radiohead al pueblo, uno de los integrantes de Radiohead lee una carta que Cartman escribió diciendo que Scott tiene cancer al culo y que la banda lo visitará antes de morir. Kyle llama a Scott diciéndole que Cartman entrenó a un poni para que le coma el pene y justo Cartman le da una invitación para ir a una fiesta de chile picante 
y le dio un pase para que monte al poni.
Scott decide preparar chile picante con el pelo púbico del medio pueblo. Al llegar a la fiesta Cartman y Scott prueban el chile de otro. Cartman sorprende a todos cuando dice que estaba al tanto del plan de Scott y que por eso lo intercambio con el de Chef. También le explica que sabía que Stan y Kyle lo traicionarían, y que contaba con que los padres de Scott intentarían ir a liberar al poni, sin saber que el viejo Denkins les dispararía hasta matarlos por creer que eran delincuentes, y que Cartman se robó los cadáveres, haciendo su chile con ellos. Scott se da cuenta horrorizado de que acaba de comerse a sus padres, y comienza a llorar. Cuando llega Radiohead y ven a Scott llorando comienzan a llamarlo llorón y bebita, y la banda dice que Scott fue el niño más estúpido que han conocido. Cartman empieza a lamer las lágrimas de Scott, deleitándose con su victoria, y Stan y Kyle dicen que no deberían hacer enojar a Cartman nunca más. El episodio termina cuando el fondo se hace como el final de una de las caricaturas de los Looney Tunes y Cartman dice ``Eso es todo amigos´´ haciéndolo ver como Porky, el cerdo que dice lo mismo.

## Personajes
- Kyle Broflovski
- Kenny McCormick
- Stan Marsh
- Eric Cartman
- Butters Stotch
- Clyde Donovan
- Timmy
- Scott Tenorman
- Radiohead
- Jimbo
- Ned
- Mr. y Mrs. Tenorman
- Chef
- Scuzzlebutt (cameo)

## Muerte de Kenny
Cuando Scott muestra el video donde Cartman parece un cerdo todos se ríen en donde Kenny se ríe hasta morir a nadie le importa excepto a Stan.

## Secuela
En el episodio 201 (segunda parte del episodio 200) Scott Ternorman reaparece para llevar a cabo una venganza contra Cartman dándole a conocer la verdadera identidad del padre de éste; el Sr Tenorman, de modo que son medio-hermanos y Eric mató a su propio padre. Eric comienza a llorar, se supone que arrepintiéndose de lo hecho, pero le confiesa a Stan y Kyle que llora por "tener genes de pelirrojo".